# Mayenne (Mayenne)
Mayenne è un comune francese di 14 338 abitanti situato nel dipartimento della Mayenne, di cui è la sottoprefettura, nella regione dei Paesi della Loira. Il comune è bagnato dal fiume omonimo.

## Monumenti e luoghi d'interesse
- Castello

## Società

### Evoluzione demografica
Abitanti censiti

## Amministrazione

### Gemellaggi
La città è gemellata con:
- Waiblingen, dal 1961
- Devizes
- Jesi, dal 2001